# Келчиглув-Окупники
Келчиглув-Окупники (пол. Kiełczygłów-Okupniki) — село в Польщі, у гміні Келчиглув Паєнчанського повіту Лодзинського воєводства.
У 1975-1998 роках село належало до Серадзького воєводства.